# Pjotr Alexejewitsch Kropotkin

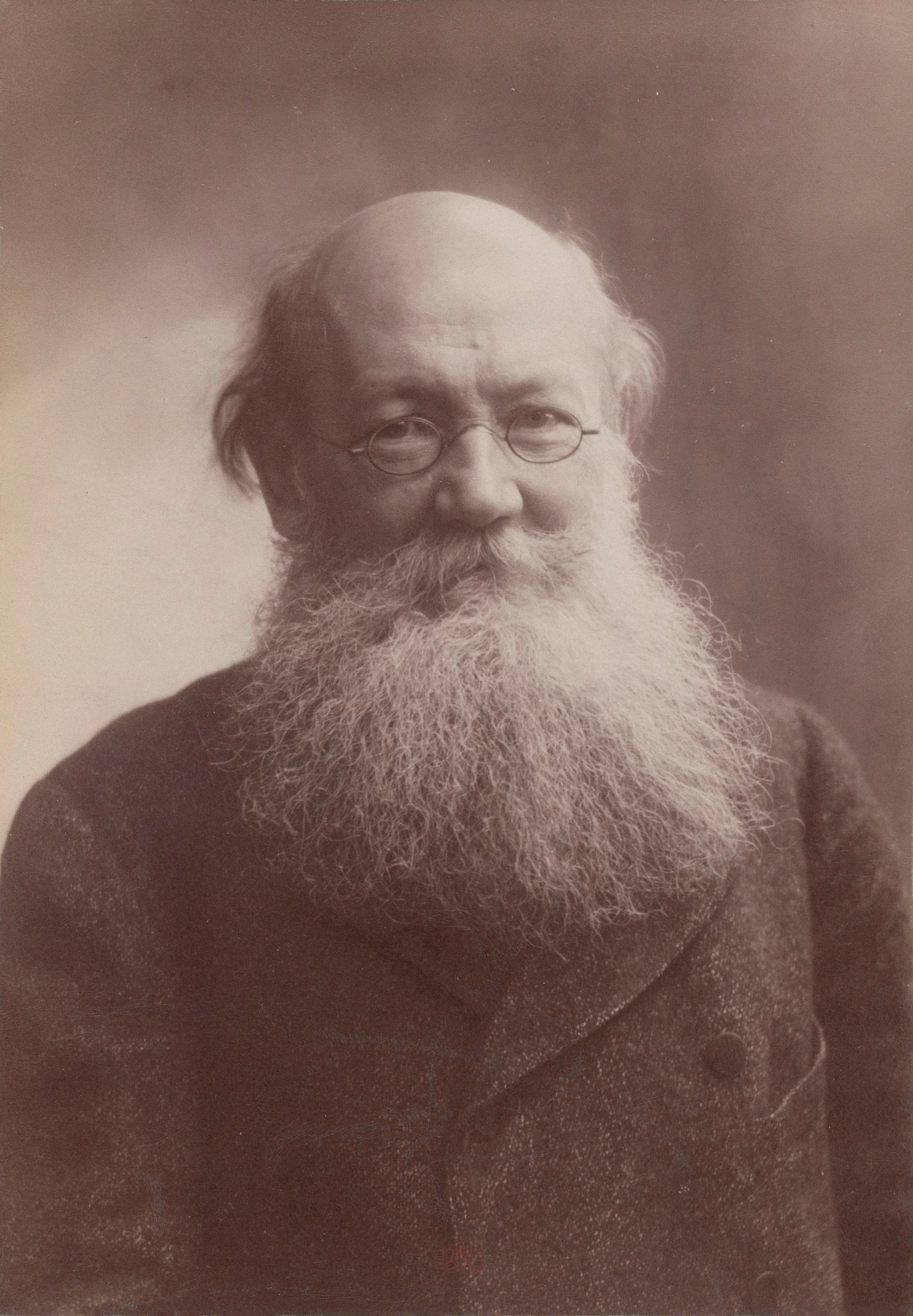
Kropotkin, Aufnahme von Nadar etwa um 1900.

Pjotr Alexejewitsch Kropotkin (russisch Пётр Алексеевич Кропоткин, wissenschaftliche Transliteration Pëtr Alekseevič Kropotkin, in deutschen Buchausgaben oft Peter Kropotkin; * 27. Novemberjul. / 9. Dezember 1842greg. in Moskau; † 8. Februar 1921 in Dmitrow) war ein russischer Anarchist, Geograph und Schriftsteller sowie Fürst.
Er hinterließ viele Schriften, darunter die revolutionäre Schrift Die Eroberung des Brotes und sein wissenschaftliches Werk Gegenseitige Hilfe in der Tier- und Menschenwelt. Kropotkin kämpfte für eine gewalt- und herrschaftsfreie Gesellschaft und gilt als einer der einflussreichsten Theoretiker des kommunistischen Anarchismus. Darüber hinaus wird Kropotkin als der wohl klarsichtigste Vordenker des Evolutionären Humanismus bezeichnet.
Aufgrund seiner adeligen Herkunft und seiner Bekanntheit als Anarchist des späten 19. und frühen 20. Jahrhunderts wurde Kropotkin auch der anarchistische Fürst genannt.

## Leben

### Kindheit und Jugend (1842–1862)

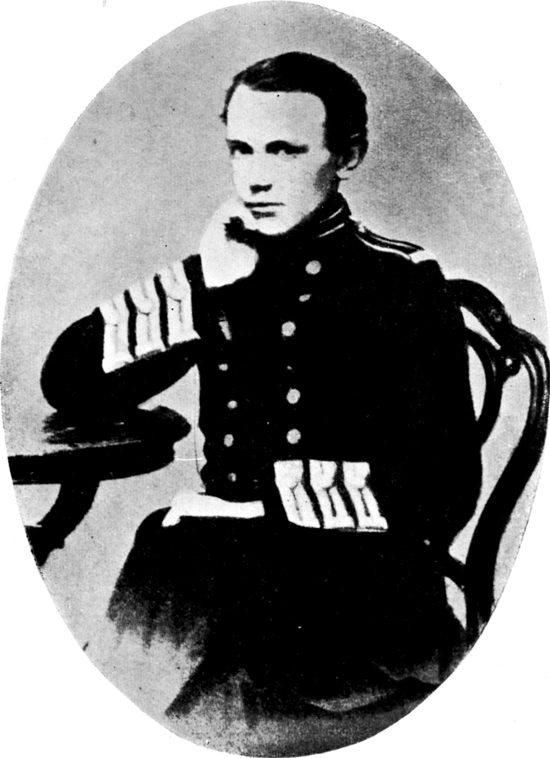
Peter Kropotkin, 1861 in der Uniform des Pagenkorps

Pjotr Kropotkin wurde 1842 als Sohn von Fürst Alexei Petrowitsch Kropotkin (1805–1871) in Moskau in eine Familie des höchsten Grades der russischen Aristokratie geboren. Pjotr Kropotkin war so ein Nachkomme der berühmten Rurikidendynastie, und die Familie besaß den Titel der Fürsten von Smolensk. 1200 männliche Leibeigene arbeiteten auf den großen Ländereien der Familie, die der Vater mit strenger Hand verwaltete. In Sohn Pjotr Alexejewitsch und seinem Bruder Alexander weckte dies bereits früh ein Gefühl von Ungerechtigkeit. Seine Mutter Jekaterina Nikolajewna (* 1811) war die Tochter Nikolai Sulimas, eines Generals in der russischen Armee im Vaterländischen Krieg von 1812, und hatte für ihre Zeit vergleichsweise liberale Ansichten und ein ausgeprägtes Interesse an Literatur. Sie starb jedoch an Tuberkulose, als Kropotkin gerade vier Jahre alt war. Seine Kindheit war im Weiteren geprägt durch den autoritären Vater und die Stiefmutter Elisaweta Markowna Karandino (1822–1897), die mit ihren Stiefkindern sehr streng und distanziert umging. Daneben wurde er aber umfassend unterrichtet durch diverse Privatlehrer, die ihm unter anderem die kritische russische Literatur Gogols und Puschkins sowie die französische Geschichte und Literatur näherbrachten. Unter diesem Einfluss unternahm Pjotr Kropotkin bereits in frühen Jahren Versuche auf literarischem Gebiet und schrieb Geschichten, journalistische Artikel und auch Gedichte, die er mit seinem Bruder Alexander zusammen in einer eigenen kleinen Zeitschrift sammelte.
Im Alter von fünfzehn Jahren endete das beschauliche Leben im vertrauten Kreis mit dem Eintritt in das St. Petersburger Pagenkorps. Die Schule galt als Ausbildungsort, an dem der russische Hochadel seine Kinder auf zukünftige Karrieren in Militär und Verwaltung vorbereitete. Kropotkin folgte jedoch größtenteils seinem eigenen breiten Interesse. Er beschäftigte sich intensiv mit den französischen Enzyklopädisten und französischer Geschichte, insbesondere mit der Französischen Revolution. Er interessierte sich für die liberalen und republikanischen Tendenzen, die vor allem in der Zeit nach dem Tod von Zar Nikolaus I. im Jahre 1855 in der russischen Oberschicht aufkamen. Nach der Aufhebung der Leibeigenschaft durch den Nachfolger Zar Alexander II. betätigte sich Kropotkin enthusiastisch als Lehrer in Sonntagsschulen, die für die Bildung der ehemaligen Leibeigenen und den Kampf gegen den Analphabetismus gegründet wurden. Er wurde als Jahrgangsbester des Pagenkorps zum persönlichen page de chambres des Zaren ernannt und lernte so das Leben im Palast und den Zaren persönlich kennen. So wich die anfängliche Begeisterung für den Befreier der Leibeigenen bei Kropotkin bald einer Ernüchterung über den Charakter des Zaren. Kropotkin erlebte, dass die Reformen den Leibeigenen zwar an sich persönliche Freiheit brachten, sie jedoch wirtschaftlich in eine große finanzielle Abhängigkeit stießen, von der vor allem die Gutsherren profitierten. Im Jahre 1862 beendete Kropotkin als einer der Besten seines Jahrgangs die Ausbildung im Pagenkorps.

### Aufenthalt in Sibirien (1862–1867)

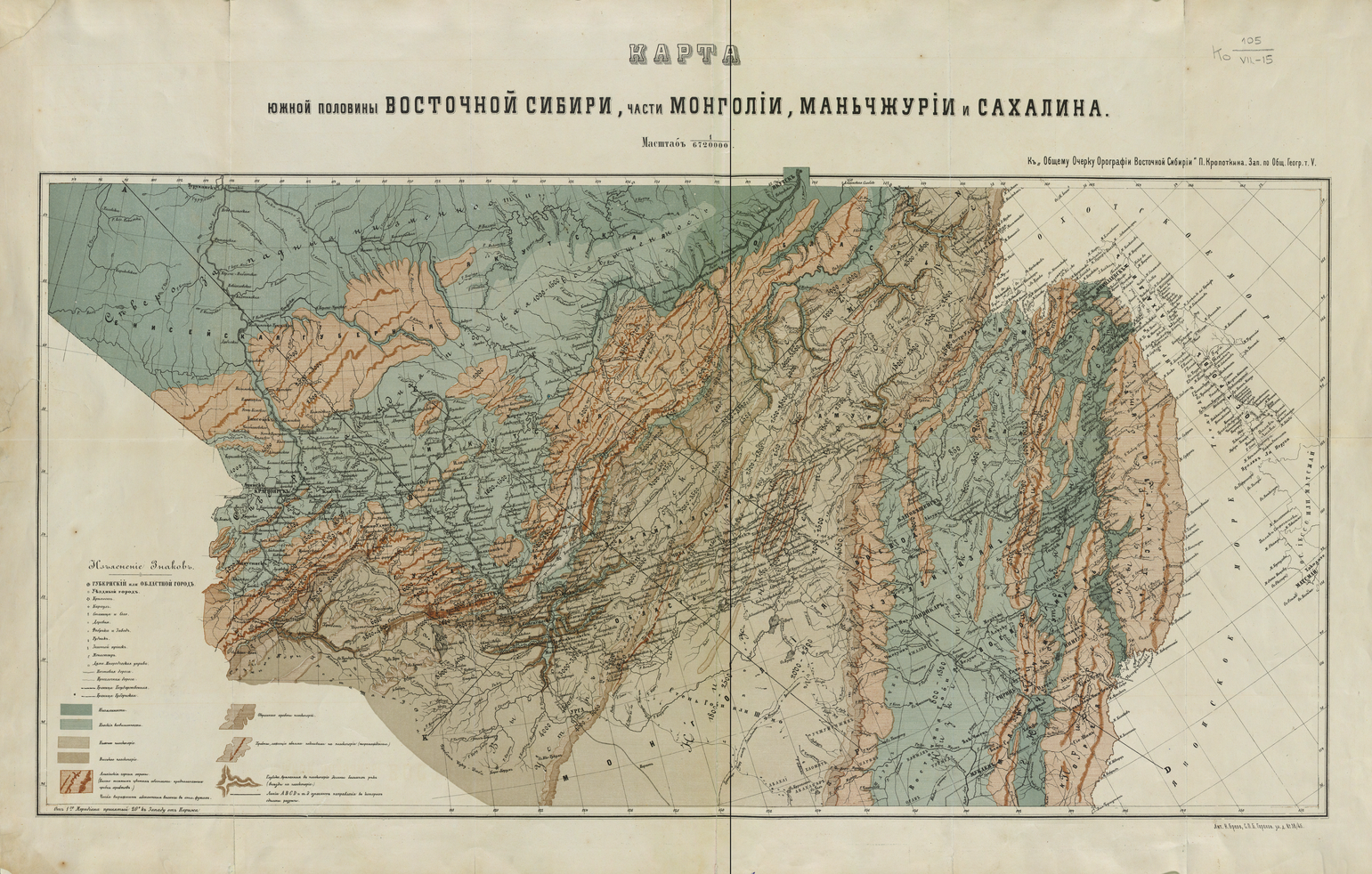
Die Karte, die Kropotkin für sein Werk über die Orographie Asiens fertigte, zeigt das östliche Sibirien. Sie basiert auf Aufzeichnungen, die Kropotkin auf Expeditionen während seines fünfjährigen Aufenthalts in der Region machte.

Nach seinem Eintritt in die Kaiserlich Russische Armee ließ sich Kropotkin in ein sibirisches Kosakenregiment in der neu eroberten Amur-Region versetzen, was für seine gesellschaftliche Klasse äußerst ungewöhnlich war. Kropotkin fällte den Entscheid gegen den Willen des Vaters. Er erhoffte sich, dadurch der reaktionären Atmosphäre St. Petersburgs zu entkommen und seinen eigenen geografischen Interessen nachzugehen. Im Dienst unter dem liberalen General Boleslaw Kukel hatte Kropotkin die Möglichkeit, sich mit radikaler russischer Literatur auseinanderzusetzen, da dieser u. a. über eine komplette Sammlung der Werke von Alexander Herzen verfügte.
Pjotr Kropotkin wurde von der Verwaltung in St. Petersburg beauftragt, einen Bericht über das Gefängnis- und Straflagersystem in Sibirien und einen weiteren Bericht über die kommunale Selbstverwaltung in der Provinz Transbaikalien zu verfassen, wo er umfassende Reformideen und Lösungsvorschläge erarbeitete. Die Berichte blieben jedoch in der reaktionären Atmosphäre nach der Niederschlagung des Polnischen Aufstands von 1863 weitgehend unbeachtet. Durch den verbannten radikalen Schriftsteller Michail Larionowitsch Michailow wurde er erstmals in die Ideen des Anarchismus eingeführt und wurde durch die Werke von Pierre-Joseph Proudhon – vor allem das System der ökonomischen Widersprüche – zum Sozialisten.
Enttäuscht durch die gescheiterten Reformvorhaben, leitete Kropotkin dann ausgedehnte Forschungsreisen in unbekannte Teile des östlichen Sibiriens. Er unternahm fünf größere Expeditionen und weitere kleinere Reisen in Transbaikalien und dem Amurgebiet bis ins benachbarte China. Seine erste wissenschaftliche Arbeit, eine Abhandlung für die Sibirische Geographische Gesellschaft, wurde später bei der Planung der Transmandschurischen Eisenbahn benutzt. Seine Expeditionen lieferten viele neue Erkenntnisse und bildeten die Basis für seine geografischen Theorien über das nordöstliche Asien. Darüber hinaus zweifelte Kropotkin immer mehr am hohen Stellenwert des Konkurrenzkampfs, den Charles Darwin in seiner Evolutionstheorie vertrat. Durch seine eigenen Erfahrungen, die er mit der Tierwelt und dem menschlichen Zusammenleben in der Region machte, gelangte Kropotkin in dieser Zeit zur Einsicht, dass die gegenseitige Hilfe einen viel wichtigeren Faktor bildet. Er schrieb in seinen Memoiren über die Erfahrungen in Sibirien:

„Die fünf Jahre, die ich in Sibirien zubrachte, waren für mich eine Erziehung in wirklichem Leben und menschlichem Charakter. […] Ich hatte reichlich Gelegenheit, die Bauern, ihre Lebensweise und Gewohnheiten, im täglichen Leben zu beobachten, und noch mehr Gelegenheiten zu erkennen, wie wenig die staatliche Verwaltung, auch wenn sie von den besten Absichten beseelt war, ihnen zu bieten vermochte.“

Nach der brutalen Unterdrückung des Aufstands polnischer Verbannter 1866 in Sibirien hielt er deren Gerichtsverhandlung schriftlich fest und schickte die Niederschrift einer St. Petersburger Zeitung zur Publikation weiter. Der Bericht gelangte auch in die europäische Presse und hatte zur Folge, dass prominente Personen in öffentlichen Schreiben gegen die Willkür der russischen Regierung protestierten.

### Kropotkins geographische Forschung (1867–1872)

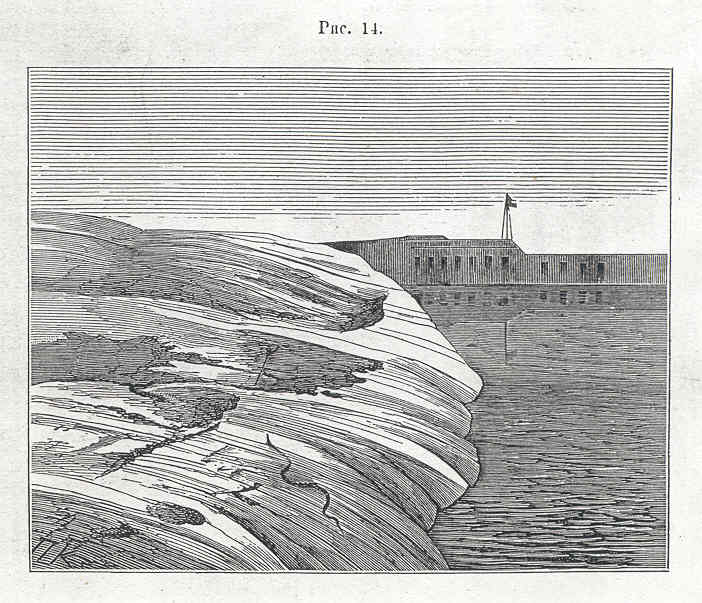
Eine Zeichnung Kropotkins für sein Werk über Finnland und die Eiszeit von 1876. Es zeigt Vallisaari und die Festung Suomenlinna.

1867 kehrte Kropotkin nach St. Petersburg zurück und trat desillusioniert aus dem Militär aus. Er schrieb sich an der Universität St. Petersburg ein, um Mathematik und Physik zu studieren, und verdiente sich seinen Unterhalt mit Übersetzungen der Werke Herbert Spencers. Gleichzeitig wurde Kropotkin Sekretär der Sektion für physische Geographie in der Russischen Geographischen Gesellschaft. In der Rolle als Sekretär hatte er immer noch genügend Zeit, um eigene Forschungen voranzutreiben, und er profitierte auch von der Erfahrung vieler Expeditionsberichte, die ihm von anderen Forschern für die Geographische Gesellschaft zugesandt wurden.
Kropotkins bedeutendster Beitrag für die Wissenschaft war die Revision der damaligen Annahmen über die orografische Struktur des nordöstlichen Asiens. Kropotkins Entdeckungen bedeuteten einen revolutionären Fortschritt auf dem Gebiet der Geographie und beeinflussten die Ideen anderer Geographen zu der orografischen Struktur des gesamten Planeten. Der renommierte deutsche Geograph August Petermann erkannte als erster den Wert dieser Erkenntnis und übernahm Kropotkins Revision auf seiner Karte Asiens in Stielers Handatlas, was dann von anderen Kartografen in der Folge übernommen wurde. Später kam Kropotkin durch seine theoretische Forschung zur Vermutung, dass sich in der Nähe von Nowaja Semlja im Norden Russlands unbekanntes Land befinde, und plante eine Expedition in das Gebiet. Die russische Regierung verweigerte ihm jedoch die Mittel, denn sie war viel mehr an der Erforschung des geopolitisch interessanten Südens interessiert. Zwei Jahre später folgte ein österreichisches Expeditionsteam der Route, wahrscheinlich auf der Basis von Kropotkins Arbeiten, und entdeckte dort die Inselgruppe Franz-Joseph-Land.
Pjotr Kropotkin entwickelte zwei weitere wichtigere Beiträge zur Geographieforschung: seine neuen Gletschertheorien und eine weitere Theorie über die Austrocknung und Seenbildung. Zu den neuen Gletschertheorien verfasste Kropotkin zwei Bände, von denen der erste Band 1876 publiziert wurde und eine Debatte über die Gültigkeit der damaligen Gletschertheorien anstieß. Der zweite Band wurde von der zaristischen Geheimpolizei beschlagnahmt und erst 1895 wieder an die Russische Geographische Gesellschaft herausgegeben. Zu dieser Zeit waren die Ideen Kropotkins in der geographischen Forschung aber bereits allgemein anerkannt.
In den darauf folgenden Jahren unternahm Kropotkin Expeditionen nach Finnland, Schweden und ins Baltikum. Die Russische Geographische Gesellschaft bot ihm den Posten des Sekretärs an, wo er Zeit zur Forschung und ein gesichertes Einkommen gehabt hätte. Doch in Kropotkin war schon die Überzeugung gereift, dass es seine Pflicht sei, sein Wissen einzusetzen, um dem leidenden Volk zu helfen. So schloss er sich revolutionären Kreisen an und gab die geographische Forschung für den Rest seines Lebens auf.

### Aktivismus in der anarchistischen Bewegung (1872–1886)

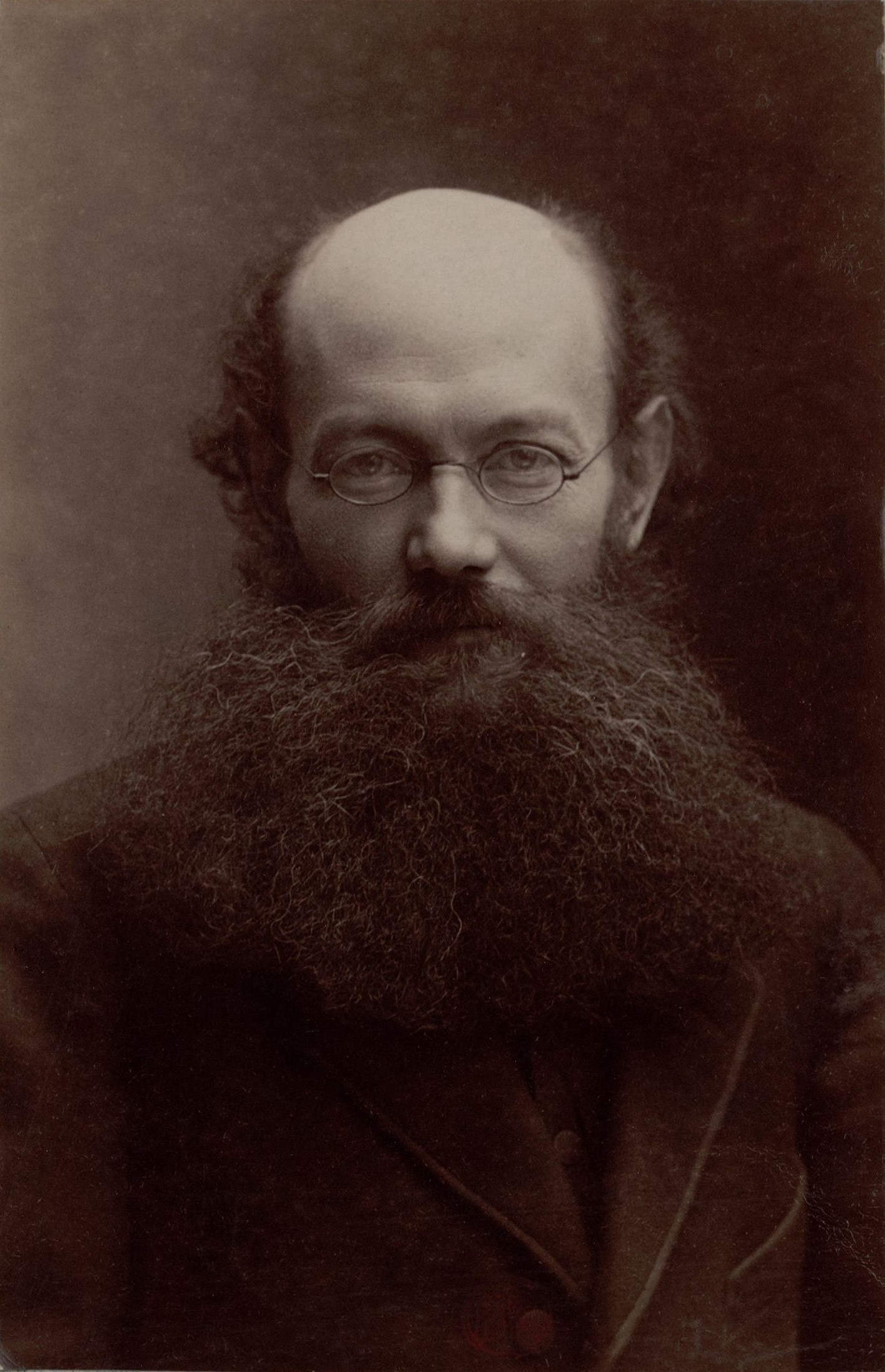
Kropotkin, Aufnahme von Nadar etwa um 1880.

1872 starb Pjotr Kropotkins Vater Alexei Petrowitsch. Durch das Erbe wurde es Pjotr Kropotkin möglich, sich den lange gehegten Traum einer Westeuropareise zu erfüllen. Er reiste daraufhin im selben Jahr in die Schweiz und wurde in Zürich schnell mit den russischen sozialistischen Studenten bekannt. Daraufhin reiste Kropotkin nach Genf weiter und wurde dort Mitglied der Genfer Sektion der Internationalen Arbeiterassoziation. Er begann aber schnell an der Ehrlichkeit der Sektionsführer zu zweifeln und schloss sich der libertären Juraföderation in Neuchâtel an. Während des kurzen Aufenthalts im Jura machte er die Bekanntschaft vieler flüchtiger Kommunarden und freundete sich mit James Guillaume und Adhémar Schwitzguébel an. Die Zeit bei den Uhrenmachern im Jura hinterließ bei Kropotkin einen bleibenden Eindruck. Er bekannte sich zum Anarchismus und beschloss, sein Leben von da an der revolutionären Sache zu widmen. Nach dreimonatigem Aufenthalt in der Schweiz und einer kurzen Reise zu den freiheitlichen Sektionen im belgischen Verviers kehrte Kropotkin – auf Anraten von James Guillaume – nach Russland zurück, um dort für den Sozialismus zu wirken.
Nach seiner Rückkehr nach Russland schloss er sich dem Tschaikowski-Kreis an, dessen Mitglieder sich vorwiegend mit Volksbildung und Propaganda beschäftigten. Der Tschaikowski-Kreis verband viele progressive Mitglieder, die sich später auch der radikaleren Narodnaja Wolja anschlossen, wie Stepniak, Sophia Perowskaja und Lew Alexandrowitsch Tichomirow. 1873 begann die zaristische Polizei mit einer Reihe von Festnahmen, die den Tschaikowski-Kreis und die gesamte Bewegung der Narodniki zunehmend schwächten. Kropotkin wurde 1874 verhaftet, nachdem er von einem der Teilnehmer seiner geheimen Diskussionskreise für Arbeiter verraten wurde. Die Festnahme Kropotkins sorgte in der Öffentlichkeit für großes Aufsehen und verunsicherte auch den Zaren und sein Gefolge, da sich mit Kropotkin erstmals auch ein ranghoher Adliger und persönlicher Bediensteter des Zaren in der antizaristischen Bewegung beteiligt hatte. Kropotkin wurde in der Peter-und-Paul-Festung in St. Petersburg festgehalten und erkrankte aufgrund der schlechten Haftbedingungen an Rheuma und Skorbut. Als sich nach zwei Jahren sein Zustand lebensbedrohlich verschlechterte, wurde er zur Erholung in ein kleineres Gefängnis beim St. Petersburger Militärspital gebracht. Kropotkins Gesundheitszustand verbesserte sich dort wieder rasch. Kurze Zeit später gelang ihm – mit der Unterstützung von zwanzig Helfern – ein spektakulärer Ausbruch aus dem Gefängnis. Kropotkin flüchtete daraufhin von Vaasa in Finnland aus mit einem Schiff nach Schweden, von dort weiter nach Hull in Großbritannien.

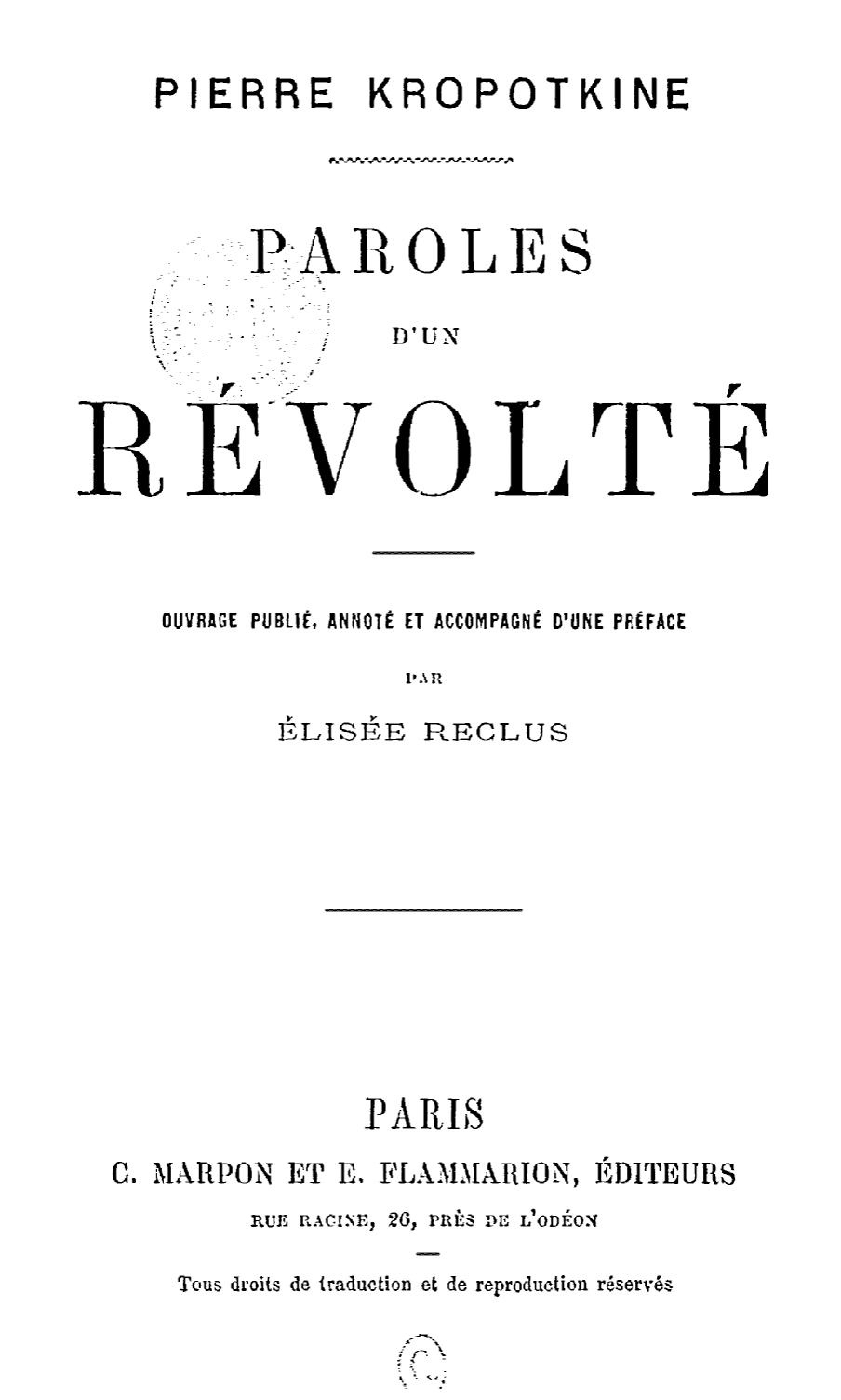
Titelblatt der französischen Erstausgabe von Kropotkins Werk Worte eines Rebellen. Es wurde 1885 von Élisée Reclus herausgegeben und besteht aus Artikeln Kropotkins aus seiner Zeitschrift Le Révolté.

Kropotkin lebte nach seiner Flucht 1876 vorerst in Edinburgh und ging dann weiter nach London, um dort für die naturwissenschaftliche Zeitschrift Nature zu arbeiten. Noch im Dezember 1876 beschloss er die Weiterreise in das Schweizer Juragebiet, da er in der schwachen englischen Arbeiterbewegung kein befriedigendes Betätigungsfeld fand. Im damaligen ideologischen Zentrum des europäischen Anarchismus begann er eine rege Aktivität, und er wandelte sich in dieser Zeit zum kommunistischen Anarchisten.
Er war als Co-Autor in L’Avant-Garde von Paul Brousse aktiv, die in den Jahren 1876/77 zur wichtigsten internationalen anarchistischen Zeitschrift avancierte. Gleichzeitig gründete er gemeinsam mit Brousse und den deutschen Anarchisten Otto Rinke und Emil Werner eine deutschsprachige anarchistische Gruppe, die in Bern die Arbeiterzeitung herausgab und nach Deutschland schmuggelte. Kropotkin nahm im selben Jahr als Delegierter am letzten Kongress der Antiautoritären Internationale im belgischen Verviers teil und kurz darauf auch am sozialistischen Weltkongress in Gent. Als ihn Freunde vor einer Verhaftung durch die belgische Polizei warnten, musste Kropotkin noch vor Ende des Kongresses fliehen und begab sich wieder nach London. Dort begann er seine Forschung über die Französische Revolution, die er nach kurzer Zeit in Paris fortsetzte. Dort war aber nur das Abhalten von kleinen geheimen Arbeitertreffen möglich, und als die Polizei 1878 versuchte, die Kreise mit Festnahmen zu zerschlagen, kehrte Kropotkin im April nach Genf zurück. Kropotkin verbrachte sechs Wochen in Spanien, um mehr über den Anarchismus in Spanien zu erfahren, und heiratete im Oktober 1878 die aus Kiew gebürtige Russin Sophie (Sofija) Grigorjewna Ananiew-Rabinowitsch, eine spätere Biologin. Nach dem Verbot der Zeitschrift L’Avant-Garde und dem Rückzug von Paul Brousse aus der anarchistischen Bewegung gründete Kropotkin die Zeitung Le Révolté, die erstmals am 22. Februar 1879 mit einer Auflage von 2000 Exemplaren in Genf erschien. 1880 verschlechterte sich der gesundheitliche Zustand von Kropotkins Frau Sophia, und sie beschlossen, nach Clarens zu ziehen, wo Pjotr Kropotkin an Élisée Reclus’ Werk Géographie universelle mitarbeitete. Von Juni bis August erschien in Le Révolté die Artikelserie Appell an die Jugend, die später 1881 als Broschüre gedruckt wurde. An beiden Arbeiten soll auch Kropotkins Frau maßgeblich beteiligt gewesen sein.
Nach dem Attentat auf Zar Alexander II. am 1.jul. / 13. März 1881greg. und der brutalen Exekution der Verantwortlichen – unter ihnen auch Sophia Perowskaja aus dem Tschaikowski-Kreis – organisierte Kropotkin eine Protestveranstaltung und verbreitete ein Pamphlet La vérité sur les exécutions en Russie (dt.: Die Wahrheit über die Hinrichtungen in Russland). Obwohl er sich durch die Herausgabe der eigenen Zeitschrift in einer schwierigen finanziellen Situation befand, konnte Kropotkin mit der Hilfe von Freunden am anarchistischen Kongress in London von 1881 teilnehmen. Nach seiner Rückkehr in die Schweiz wurde Kropotkin auf Druck der russischen Regierung ausgewiesen und wohnte von da an im französischen Thonon-les-Bains am Genfersee. Die Herausgabe von Le Révolté übernahmen die langjährigen Mitarbeiter George Herzig und François Dumartheray von Kropotkin, der aber immer noch Artikel für die Zeitschrift schrieb. Nachdem Pjotr Kropotkin von Pjotr Lawrow aufgrund von Informationen eines hochrangigen Offiziers in Russland davor gewarnt worden war, dass eine konservative russische Organisation einen Mordanschlag auf ihn plane, begab er sich im November 1881 wieder nach London. Dort schrieb er Artikel für The Nineteenth Century, The Times, Nature und das Fortnightly Review und war Mitarbeiter der Encyclopædia Britannica.
Gegen Ende des Jahres 1882 verübten Streikende im französischen Montceau-les-Mines eine Reihe kleinerer Dynamitanschläge. Da Kropotkin im Herbst 1882 wieder nach Thonon zurückkehrte und sich dies mit den Anschlägen kreuzte, wurde er von einem Großteil der französischen Zeitungen als Mitverantwortlicher gesehen. Kropotkin, der nichts mit den Vorfällen zu tun hatte, wurde nach einigen Wochen mit etwa 60 anderen Anarchisten festgenommen. Die Anklage konnte vor Gericht keine Beweise vorbringen, die Angeklagten wurden aber dennoch für ihre Mitgliedschaft in der Internationale verurteilt, obwohl die Internationale seit fünf Jahren nicht mehr existierte. Kropotkin wurde mit fünf Jahren Haft und 1000 Francs Buße am härtesten bestraft, doch die französische Öffentlichkeit und die große Mehrheit der französischen Presse verurteilten den Prozess. Während seiner Haft in Lyon und Clairvaux konnte Kropotkin seine schriftstellerische Tätigkeit fortsetzen, und aus seinen gesammelten Werken aus Le Révolté stellte Élisée Reclus das Buch Paroles d’un révolté (dt.: Worte eines Rebellen) zusammen, das 1885 in Paris erschien. Kropotkin erkrankte im Gefängnis an Malaria und ein weiteres Mal an Skorbut. Währenddessen formierte sich in der Öffentlichkeit Widerstand gegen die ungerechtfertigte Haft von Kropotkin, dem sich auch viele renommierte britische und französische Gelehrte anschlossen, darunter beispielsweise Alfred Russel Wallace und Victor Hugo, die mit Petitionen an die französische Regierung die Freilassung forderten. Die Regierung gab im Januar 1886 dem öffentlichen Druck nach und ließ Kropotkin und die restlichen Verurteilten frei.
Kropotkin ging nach seiner Freilassung nach Paris und schrieb dort Artikel über seinen 3-jährigen Aufenthalt in französischen Gefängnissen. Aus diesen Artikeln und früheren Artikeln über russische Gefängnisse entstand das Buch In Russian and French Prisons (dt.: In russischen und französischen Gefängnissen), das 1887 in London veröffentlicht wurde. Das Buch erschien kurz darauf in einer zweiten Auflage, da die erste Auflage fast komplett von russischen Agenten aufgekauft und zerstört wurde. Noch 1886 entschloss sich Kropotkin, nach London überzusiedeln, wo er von da an für längere Zeit blieb. Vor seiner Abreise hielt er auf seiner Abschiedsveranstaltung in Paris einen Vortrag mit dem Namen Der Anarchismus und dessen Platz in der sozialistischen Evolution, der von mehreren tausend Hörern besucht wurde.

### Schriftstellerische Tätigkeit (1886–1914)

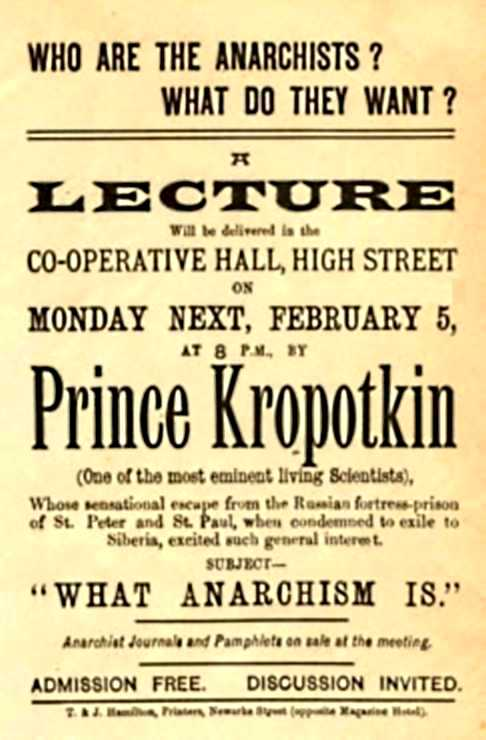
Flugblatt über einen Vortrag Kropotkins

Nach seiner Ankunft in London gründete Kropotkin mit englischen Anarchisten die Freedom Group, die ab Oktober 1886 die eigene Zeitschrift Freedom herausgab. Er hielt Vortragsreisen in verschiedenen Städten Großbritanniens, wo die sozialistische Bewegung im Aufschwung war. Über die anarchistischen Kreise hinaus wurde Kropotkin von britischen Schriftstellern und politischen Aktivisten rasch gut aufgenommen. Er war unter anderem befreundet mit William Morris, Patrick Geddes, Keir Hardie, Philip Snowden, Edward Carpenter und Henry Walter Bates.
Im selben Jahr traf ihn jedoch die Meldung über den Suizid des Bruders Alexander hart. Sein Bruder war seit vielen Jahren Verbannter im sibirischen Exil und hinterließ Frau und Kinder, die in der Folge bei den Kropotkins in England wohnten. Pjotr Kropotkin konzentrierte sich daraufhin verstärkt auf seine wissenschaftlichen Artikel, da sich die schlechte finanzielle Situation durch die Neuankömmlinge noch weiter verschärfte. Mit dem Umzug nach Harrow und der Geburt seiner Tochter Alexandra im Jahr 1887 endete praktisch Kropotkins Zeit als Aktivist in anarchistischen Gruppen. Er konzentrierte sich fortan auf das Schreiben von Artikeln für anarchistische Zeitschriften, Vortragsreisen über den Anarchismus und – bedingt durch seine Prominenz – als „Sprachrohr“ der Bewegung. Daneben zeichnete ihn ein universales Interesse aus: Kropotkin schrieb über ein breites Spektrum soziologischer, historischer und naturwissenschaftlicher Themen und verfasste beispielsweise Artikel für die englischsprachigen Zeitschriften The Speaker, The Forum, The Atlantic Monthly, North American Review und The Outlook.
Im Zuge des weltweiten Protestes gegen die Hinrichtung der Chicagoer Anarchisten bildete sich 1887 auch in Großbritannien eine Protestbewegung, die von anarchistischen, radikalen und liberalen Elementen getragen wurde. Kropotkin beteiligte sich gemeinsam mit Oscar Wilde und George Bernard Shaw besonders aktiv an der Bewegung zugunsten der verurteilten Chicagoer Anarchisten. Im Verlauf des Jahres 1888 verfasste er eine Serie von Artikeln über die industrielle Organisierung der Gesellschaft in der britischen Zeitschrift The Nineteenth Century. Diese gesammelten Artikel erschienen später, im Jahr 1898, in Buchform als Fields, Factories and Workshops (dt.: Landwirtschaft, Industrie und Handwerk). Weite Verbreitung fand auch die Broschüre The Wage System (dt.: Das Lohnsystem), die kurz nach Erscheinen in zehn verschiedene Sprachen übersetzt wurde und auf einem Vortrag Kropotkins von 1888 basiert. In Paris erschien als Nachfolgerin von Le Révolté – unter der Leitung von Jean Grave – die Zeitschrift La Révolte, für die Kropotkin viele Beiträge schrieb. Einige dieser Artikel fasste er 1892 in seinem wohl bekanntesten Buch über den Anarchismus mit dem Namen La Conquête du Pain (dt.: Die Eroberung des Brotes) zusammen.
Kropotkin unternahm 1897 eine erste Vortragsreise in Nordamerika und war später maßgeblich an der Ansiedlung von russischen Duchoborzen im westlichen Kanada beteiligt. Auf einer weiteren Reise durch Nordamerika hielt er Vorträge über die russische Literatur und gab später auf der Basis dieser Vorträge das Buch Ideals and Realities in Russian Literature (dt.: Ideale und Wirklichkeit in der russischen Literatur) heraus. 1900 erschienen Kropotkins Memoiren, die bereits zwei Jahre zuvor in einer Serie in der amerikanischen Zeitschrift The Atlantic Monthly publiziert worden waren. Nach der Jahrhundertwende konnte Kropotkin nur noch selten Vorträge halten, da sich sein Gesundheitszustand markant verschlechterte.

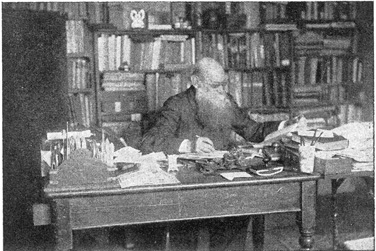
Kropotkin in seinem Arbeitszimmer während der Zeit in England

Sein wohl bekanntestes naturwissenschaftliches Werk Gegenseitige Hilfe in der Tier- und Menschenwelt erschien 1902 erstmals auf Englisch als Mutual Aid: A Factor of Evolution. Das Buch stellte Kropotkins Antwort auf die Thesen des Sozialdarwinismus dar und basierte auf einer Artikelserie für das Magazin Nineteenth Century von 1890 bis 1896. Darin versuchte er anhand zahlreicher Beispiele aus Natur und menschlicher Geschichte nachzuweisen, dass die erfolgreichste Strategie in der Evolution auf gegenseitiger Hilfe und Unterstützung und eben nicht auf dem Überleben des Stärksten beruhte.
Kropotkin vertrat privat in der Folgezeit bei gewissen Fragen vermehrt andere Standpunkte als die Mehrheit der Anarchisten. Auffallend war dies vor allem bei der Frage, wie sich Anarchisten bei einem möglichen Kriegsfall zwischen Deutschland und Frankreich verhalten sollten. Während eine große Mehrheit der Anarchisten antimilitaristische Standpunkte vertrat, war Kropotkin davon überzeugt, dass Anarchisten sich in einem Krieg auf Seiten der Franzosen beteiligen sollten, da sich durch einen Sieg Deutschlands die autoritären Tendenzen auch in der Gesellschaft durchsetzen würden. 1903 gründete Kropotkin die Zeitschrift Chleb i Volja (dt.: Brot und Freiheit), die für Russland bestimmt war und deren politische Ausrichtung am kommunistischen Anarchismus orientiert war. Die kommunistischen Anarchisten, die in Russland wegen der Zeitschrift auch Chlebovolzi genannt wurden, hatten jedoch auf den Verlauf der Revolution von 1905 nur einen geringen Einfluss.
Die brutale Niederschlagung der Russischen Revolution von 1905, die im Petersburger Blutsonntag gipfelte, schlug in den Kreisen der Exilrussen hohe Wellen. Kropotkin verfasste daraufhin einen Bericht mit dem Titel Stellungnahme zum weißen Terror in Russland, der hohe Verbreitung fand und einen großen Einfluss auf die britische öffentliche Meinung hatte. Im selben Jahr erlitt Kropotkin einen Herzinfarkt, nachdem er einen Vortrag auf der Jahrestagsfeier des Dekabristenaufstands in London gehalten hatte. In der Folge musste er sich noch mehr schonen und verbrachte regelmäßig die Wintermonate an Orten mit milderem Klima in Italien, Frankreich oder der Schweiz. 1909 erschienen seine Werke The Terror in Russia (dt.: Der Terror in Russland) und La Grande Révolution 1789–1793 (dt.: Die Große Französische Revolution 1789–1793), eine umfangreiche historische Studie zur Französischen Revolution. 1911 zog Kropotkin nach Brighton und war aus gesundheitlichen Gründen in seiner Arbeit teilweise stark eingeschränkt.

### Erster Weltkrieg und Rückkehr nach Russland (1914–1921)

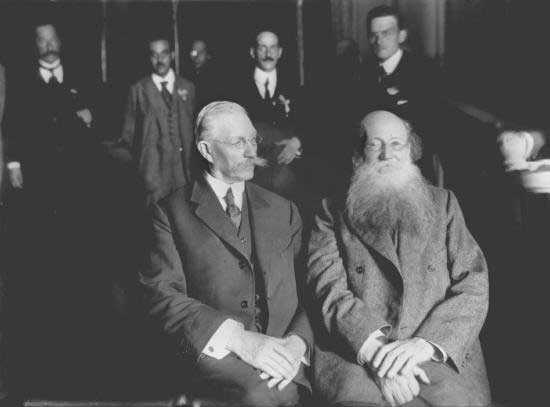
Kropotkin bei einem Treffen mit Pawel Miljukow, Außenminister der provisorischen Regierung, 1917

Nach dem Ausbruch des Ersten Weltkriegs machte sich Kropotkin offen für eine Beteiligung der Anarchisten auf Seiten der Entente-Mächte gegen das Deutsche Reich stark. Gemeinsam mit Jean Grave, Warlaam Tscherkessow und einigen anderen Anarchisten sah er sich dadurch jedoch innerhalb der anarchistischen Bewegung isoliert, da die große Mehrheit antimilitaristisch eingestellt war. Kropotkin setzte sich während des Krieges in der Zeitschrift Freedom für die Beteiligung der Anarchisten am Krieg ein, bis die Freedom nach einem Konflikt mit Kropotkin als Anti-Kriegszeitschrift weitermachte und seine Artikel nicht mehr publizierte. Zum offenen Bruch zwischen der Mehrheit der anarchistischen Bewegung und Kropotkin kam es nach der Publikation des Manifests der Sechzehn, in dem er mit vierzehn weiteren Anarchisten zum gemeinsamen Kampf gegen Deutschland aufrief. Dieser Schritt führte zum Bruch mit vielen persönlichen Freunden, wie beispielsweise Errico Malatesta, Emma Goldman und Rudolf Rocker.
Im Juni 1917 kehrte Kropotkin nach der Februarrevolution nach Russland zurück und wurde dort von etwa 60.000 Menschen in St. Petersburg enthusiastisch empfangen. Er sprach sich in Russland dafür aus, den russischen Einsatz im Ersten Weltkrieg weiterzuführen. Der Appell verhallte jedoch bei der kriegsmüden russischen Bevölkerung fast wirkungslos und führte dazu, dass auch die Mehrheit der Anarchisten in Russland sich gegen Kropotkin wandte.
Kropotkin wurde der Posten des Bildungsministers in der provisorischen Regierung Kerenskis angeboten, was er als Anarchist aber ablehnte. Nach der Machtergreifung der Bolschewiki in der Oktoberrevolution begann die Verfolgung von politischen Gegnern, von der die Anarchisten besonders stark betroffen waren. Kropotkin blieb aber aufgrund seines Einflusses und seiner Popularität in der russischen Bevölkerung unbehelligt und konnte ein relativ freies Leben führen. Im Sommer 1918 zog Kropotkin mit seiner Frau von Moskau nach Dmitrow und begann seine Arbeit an einer Geschichte der Moral mit dem Namen Ethik, von der er nur den ersten von zwei Bänden fertigstellen konnte. In verschiedenen westeuropäischen Medien erschien zu dieser Zeit auch ein Appell Kropotkins gegen eine Intervention der westeuropäischen Mächte in Russland, der weite Verbreitung fand.

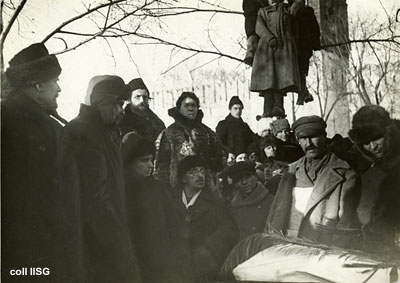
Bild von Kropotkins Beerdigung mit einigen der Redner: Emma Goldman, Alexander Berkman, G. P. Maximow und Aaron Baron

Die Bolschewiki bemühten sich um freundliche Beziehungen mit Kropotkin. Im Mai 1919 wurde ein persönliches Treffen von Kropotkin mit Lenin abgehalten, bei dem sie über die Revolution diskutierten und Kropotkin den Verlauf der Revolution und die Aktionen der Bolschewiki kritisierte. Kropotkin wurden vom Kommissar für Bildung Lunatscharski 250.000 Rubel für die Publikation seiner gesammelten Werke angeboten, was er jedoch ablehnte, da er keine Hilfe vom Staat akzeptierte. Nachdem die Bolschewiki im Herbst 1920 damit begonnen hatten, hochrangige Offiziere der Weißen Armee als Geiseln zu nehmen, um sich vor Angriffen zu schützen, kritisierte Kropotkin dies. Er bezeichnete die Praktiken in seinem bekannten offenen Brief an Lenin als „rückständig“ und „mittelalterlich“. 
Durch eine Lungenentzündung geschwächt verstarb Kropotkin am 8. Februar 1921. Repräsentanten verschiedener anarchistischer Gruppen, darunter auch Alexander Berkman und Emma Goldman, bildeten ein Begräbniskomitee und konnten von den sowjetischen Autoritäten teilweise die Freilassung eingesperrter russischer Anarchisten erreichen, unter der Bedingung, dass diese nach dem Begräbnis wieder in die Gefängnisse zurückkehren würden. Mehrere zehntausend Menschen besuchten die Beerdigung am 13. Februar 1921 und machten sie zur letzten großen Demonstration anarchistischer Kräfte in Sowjetrussland.
Kropotkins Frau Sophia starb – unbehelligt von den Autoritäten – 1938.

## Ehrungen
Nach Kropotkins Tod wurde in seinem Geburtshaus in Moskau ein Museum zu seinen Ehren eingerichtet. 1921 wurde die Stadt Kropotkin nach ihm benannt. Nach dem Tod seiner Frau wurde das Museum von den Behörden geschlossen und die Sammlung zerstreut. Seit 1957 trägt die Station Kropotkinskaja in der Moskauer Metro seinen Namen. In der Antarktis trägt der Mount Kropotkin im Mühlig-Hofmann-Gebirge seinen Namen.

## Werke
- 1885: Worte eines Rebellen, Verlag Edition AV, Bodenburg 2021, ISBN 978-3-86841-254-3
- 1892: Die Eroberung des Brotes. Edition Anares, Bern 1989, ISBN 3-905052-51-2, gallica (französisches Original)
- 1896: Moderne Wissenschaft und Anarchismus. In: Der Anarchismus. Trotzdem Verlag, Grafenau 1993, 1994 und 1997, ISBN 3-922209-42-4 Auszug: panarchy.org (englisch)
- 1897: Anarchistische Moral. Verlag „Freie Jugend“, Berlin 1922, archive.org
- 1898: Die historische Rolle des Staates. Verlag von Adolf Grunau, Berlin 1898, archive.org
- 1899: Landwirtschaft, Industrie und Handwerk. Karin Kramer Verlag, Berlin 1976, ISBN 3-87956-052-8. Volltext online verfügbar (deutsche Übersetzung, englisches Original)
- 1899: Memoiren eines Revolutionärs. Unrast Verlag, Münster 2002. Band I, ISBN 3-89771-901-0 / Band II, ISBN 3-89771-902-9, pitzer.edu (englisches Original)
- 1901: Ideale und Wirklichkeit in der russischen Literatur. Diogenes Verlag, Zürich 2003, ISBN 3-257-06376-8.
- 1902: Gegenseitige Hilfe. Trotzdem, Grafenau 1993, ISBN 3-922209-32-7, gutenberg.org (englisches Original)
- 1909: Die französische Revolution 1789–1793. Trotzdem, Grafenau 1999, ISBN 3-931786-13-7. Zahlreiche normale Auflagen des Titels in der Fass. „bis 1793“ in Deutsch, gallica (französisches Original)
  - Die französische Revolution 1789–1794. Libertad, Berlin 1979, DNB 790575744.
- 1923: Ethik. Ursprung und Entwicklung der Sitten. (unvollendet). Verlag Der Syndikalist, Berlin 1923 (Alibri, Aschaffenburg 2013, ISBN 978-3-86569-160-6)

## Filme
- Unruh, Kinofilm. 83 Minuten, Regie Cyril Schäublin, Schweiz 2022